# 高木圭二郎 (歯学者)
高木 圭二郎（たかぎ けいじろう、1913年4月28日 - 1987年8月26日）は日本の歯科医師、歯学者。元東京歯科大学学長(1983年 - 1986年)。

## 経歴
1935年、東京歯科医学専門学校を卒業後、同大学口腔外科学教室、厚生省、ハルピン医科大学、厚生省勤務を経て東京歯科大学教授、同大学社会歯科学初代主任教授、副学長、学長職務代行を経て1983年から1986年まで同大学学長を務める。